# Thomas Blamey
Thomas Albert Blamey (sinh ngày 24 tháng 1 năm 1884 mất ngày 27 tháng 5 năm 1951) là thống tướng quân đội Úc, đã tham gia cả hai cuộc thế chiến. Năm 1906, ông gia nhập quân đội Úc và tham dự khóa học tham mưu tại trường Đại học sĩ quan Chỉ huy và tham mưu Quetta. Trong thế chiến thứ nhất, ông tham gia cuộc đổ bộ tại Cove Anzac ngày 25 tháng 4 năm 1915, và là sĩ quan tham mưu trong chiến dịch Gallipoli, nơi ông đã lên một đột kích táo bạo vào lưng kẻ địch.
Sau đó, ông chuyển đến mặt trận phía tây, nơi ông lên kế hoạch cho Trận Pozières. Ông lên chức thiếu tướng và ông làm tổng tham mưu trưởng quân đoàn Úc, dưới quyền trung tướng John Monash, người đã ghi nhân ông là một nhân tố dẫn đến sự thành công của quân đoàn trong trận Hamel, trận Amiens và trận Hindenburg Line.

### Sách
- Bean, Charles (1921). Volume I – The Story of ANZAC from the Outbreak of War to the End of the First Phase of the Gallipoli Campaign, ngày 4 tháng 5 năm 1915. Official History of Australia in the War of 1914–1918. Canberra: Australian War Memorial. Bản gốc lưu trữ ngày 5 tháng 8 năm 2011. Truy cập ngày 10 tháng 5 năm 2009.
- —— (1924). Volume II – The Story of ANZAC from ngày 4 tháng 5 năm 1915, to the Evacuation of the Gallipoli Peninsula. Official History of Australia in the War of 1914–1918. Canberra: Australian War Memorial. Bản gốc lưu trữ ngày 11 tháng 11 năm 2014. Truy cập ngày 10 tháng 5 năm 2009.
- Carlyon, Norman (1980). I Remember Blamey. South Melbourne, Victoria: Macmillan. ISBN 0-333-29927-2. OCLC 8431797.
- Hetherington, John (1973). Blamey, Controversial Soldier: A Biography of Field Marshal Sir Thomas Blamey. Canberra: Australian War Memorial. ISBN 0-9592043-0-X. OCLC 2025093.
- Horner, David (1978). Crisis of Command: Australian Generalship and the Japanese Threat, 1941–1943. Canberra: Australian National University Press. ISBN 0-7081-1345-1.
- —— (1998). Blamey: The Commander-in-Chief. St Leonards, New South Wales: Allen & Unwin. ISBN 1-86448-734-8. OCLC 39291537.
- Kenney, George C. (1949). General Kenney Reports: A Personal History of the Pacific War. New York City: Duell, Sloan and Pearce. ISBN 0-912799-44-7. OCLC 477957447. Truy cập ngày 3 tháng 10 năm 2011.[liên kết hỏng]
- Long, Gavin (1952). To Benghazi. Australia in the War of 1939–1945. Series 1 – Army. Canberra: Australian War Memorial. ISBN 0-00-217488-X. OCLC 3134176. Bản gốc (PDF) lưu trữ ngày 25 tháng 5 năm 2009. Truy cập ngày 1 tháng 4 năm 2009.
- —— (1963). The Final Campaigns. Australia in the War of 1939–1945. Series 1 – Army. Canberra: Australian War Memorial. Bản gốc (PDF) lưu trữ ngày 27 tháng 8 năm 2006. Truy cập ngày 2 tháng 11 năm 2006.
- MacArthur, Douglas (1964). Reminiscences of General of the Army Douglas MacArthur. Annapolis: Bluejacket Books. ISBN 1-55750-483-0. OCLC 220661276.
- Mallett, Ross A. (2007). Australian Army Logistics 1943–1945 (PhD). University of New South Wales. Truy cập ngày 31 tháng 10 năm 2011.
- Maughan, Barton (1966). Tobruk and El Alamein. Australia in the War of 1939–1945. Series 1 – Army. Canberra: Australian War Memorial. ISBN 0-00-217549-5. OCLC 954993. Bản gốc (PDF) lưu trữ ngày 28 tháng 7 năm 2013. Truy cập ngày 1 tháng 4 năm 2009.
- McCarthy, Dudley (1959). South-West Pacific Area – First Year: Kokoda to Wau. Australia in the War of 1939–1945. Series 1 – Army. Canberra: Australian War Memorial. OCLC 3134247. Bản gốc lưu trữ ngày 12 tháng 10 năm 2013. Truy cập ngày 26 tháng 10 năm 2011.
- Monash, John (1920). The Australian Victories in France in 1918. London: Hutchinson & Co. OCLC 563884172. hdl:2027/mdp.39015030665957.